# Billiers
Billiers (bret. Beler) to miejscowość i gmina we Francji, w regionie Bretania, w departamencie Morbihan.
Według danych na rok 1990 gminę zamieszkiwało 760 osób, a gęstość zaludnienia wynosiła 129 osób/km² (wśród 1269 gmin Bretanii Billiers plasuje się na 687. miejscu pod względem liczby ludności, natomiast pod względem powierzchni na miejscu 993.).